# 선데이브런치
선데이브런치(Sunday Brunch, 본명: 김희영)는 예당엔터테인먼트 소속의 대한민국의 가수다. 2001년 《MBC 대학가요제》에서 그룹 '소나기'의 멤버로 출전해 대상을 수상하였고, 2008년에 솔로로서 정식 데뷔했다.

## 음반
- 2008년 《200km/h (Digital Single)》
- 2010년 《십원짜리 (EP)》